# Saddlebrooke (Misuri)
Saddlebrooke es una villa ubicada en el condado de Christian en el estado estadounidense de Misuri. En el Censo de 2010 tenía una población de 202 habitantes y una densidad poblacional de 11,13 personas por km².

## Geografía
Saddlebrooke se encuentra ubicada en las coordenadas 36°49′38″N 93°11′52″O / 36.82722, -93.19778. Según la Oficina del Censo de los Estados Unidos, Saddlebrooke tiene una superficie total de 18.15 km², de la cual 18.15 km² corresponden a tierra firme y (0%) 0 km² es agua.

## Demografía
Según el censo de 2010, había 202 personas residiendo en Saddlebrooke. La densidad de población era de 11,13 hab./km². De los 202 habitantes, Saddlebrooke estaba compuesto por el 91.09% blancos, el 0% eran afroamericanos, el 1.49% eran amerindios, el 0.5% eran asiáticos, el 0% eran isleños del Pacífico, el 2.97% eran de otras razas y el 3.96% pertenecían a dos o más razas. Del total de la población el 4.46% eran hispanos o latinos de cualquier raza.